# Sibel Arslan

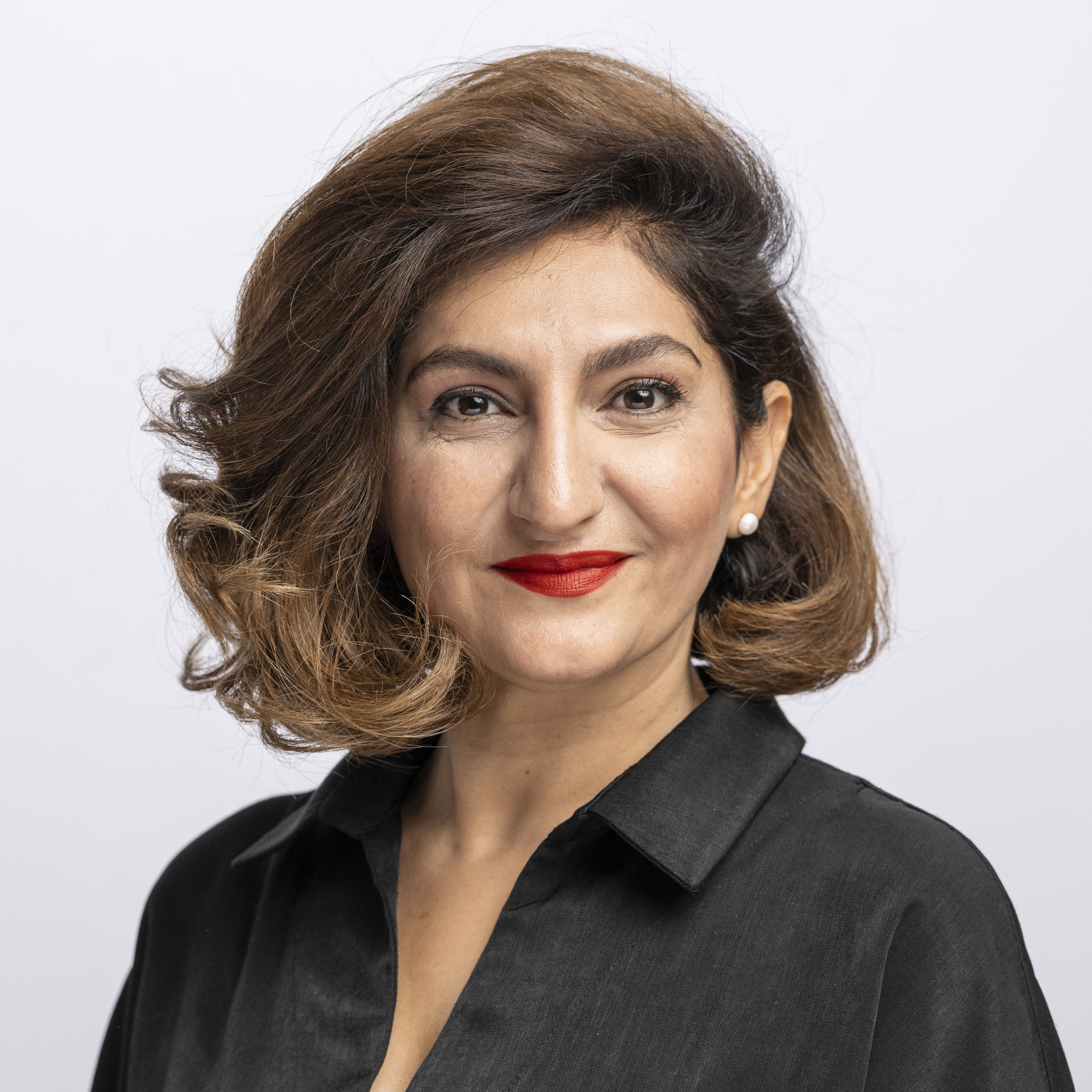
Sibel Arslan (2023)

Sibel Arslan (* 23. Juni 1980 in Erzincan, Türkei; heimatberechtigt in Basel) ist eine Schweizer Juristin und Politikerin (BastA/Grüne).

## Leben
Die zaza- bzw. kurdischstämmige Sibel Arslan kam 1991 mit ihrer Mutter und ihren beiden Brüdern in die Schweiz, wohin ihr Vater bereits sechs Jahre früher als Flüchtling ausgewandert war. Die Familie liess sich im Kleinbasel nieder. 2002 absolvierte sie die Matura Typus A am Gymnasium Bäumlihof. Danach studierte sie Rechtswissenschaft an der Universität Basel und schloss 2011 mit dem Lizentiat ab. 2004 nahm sie das Schweizer Bürgerrecht an; sie ist türkisch-schweizerische Doppelbürgerin.
Zusammen mit ihrem Bruder führte Arslan von 2006 bis 2007 die Shisha-Bar «Susam» beim Barfüsserplatz. Ab 2012 arbeitete sie als Rechtsberaterin beim Basler Gewerkschaftsbund. Von 2013 bis 2015 war sie Berufsbeiständin beim Amt für Beistandschaften und Erwachsenenschutz des Kantons Basel-Stadt. 2015 konnte Arslan eine vereinbarte Stelle beim Kanton Basel-Landschaft nicht antreten, weil die Basler Zeitung eine, wie sich später herausstellte, unbegründete Kampagne gegen sie geführt hatte. Von März 2015 bis Februar 2016 arbeitete sie als Juristin im Generalsekretariat der Sicherheitsdirektion des Kantons Basel-Landschaft. Im November 2017 gründete sie mit dem Zürcher CVP-Politiker Lucius Dürr die in Basel ansässige Firma Sidus Consulting GmbH, die unter anderem Beratungsdienstleistungen im Bereich Politik und Non-Profit-Organisationen anbietet.

## Politik
Arslan trat 2004 Basels starker Alternative (BastA) bei und sass von 2005 bis 2016 im Grossen Rat des Kantons Basel-Stadt, wo sie der Fraktion des Grünen Bündnisses angehörte. Ab 2007 nahm sie Einsitz in der Justiz-, Sicherheits- und Sportkommission und ab 2013 in der Begnadigungskommission.
Bei den Schweizer Parlamentswahlen 2015 wurde Arslan in den Nationalrat gewählt, bei den Wahlen 2019 und 2023 bestätigt. Dort gehört sie der Aussenpolitischen Kommission und der Kommission für Rechtsfragen an. Seit 2018 ist sie auch Mitglied der Gerichtskommission der Vereinigten Bundesversammlung. Seit 2020 ist sie Mitglied der Schweizer Delegation in der Parlamentarischen Versammlung des Europarates.
2021 wurde in den Tamedia-Zeitungen die Zwischenbilanz gezogen, die politische Karriere von Arslan sei «steil und holprig zugleich» verlaufen. Schweizweit bekannt sei Arslan vor allem als jene Parlamentarierin, die so hart angegangen werde wie keine andere. Gleichzeitig erhielt sie in Wahlen jeweils viele Stimmen, auch von anderen Parteilisten.